# Commonwealth Games 2022/Teilnehmer (Seychellen)
| Gelbes Symbol für Goldmedaillen mit stilisierten Olympischen Ringen | Graues Symbol für Silbermedaillen mit stilisierten Olympischen Ringen | Braundes Symbol für Bronzemedaillen mit stilisierten Olympischen Ringen |
| ------------------------------------------------------------------- | --------------------------------------------------------------------- | ----------------------------------------------------------------------- |
| —                                                                   | —                                                                     | —                                                                       |

Die Seychellen nahmen mit 27 Athleten (20 Männer und sieben Frauen) an den Commonwealth Games 2022 teil. Es war die insgesamt neunte Teilnahme an den Commonwealth Games.

## Teilnehmer nach Sportarten

### Boxen
| Athleten       | Wettbewerb         | 1. Runde       | 1. Runde | Achtelfinale  | Achtelfinale  | Viertelfinale | Viertelfinale | Halbfinale    | Halbfinale    | Finale        | Finale        | Rang |
| Athleten       | Wettbewerb         | Gegner         | Ergebnis | Gegner        | Ergebnis      | Gegner        | Ergebnis      | Gegner        | Ergebnis      | Gegner        | Ergebnis      | Rang |
| -------------- | ------------------ | -------------- | -------- | ------------- | ------------- | ------------- | ------------- | ------------- | ------------- | ------------- | ------------- | ---- |
| Männer         |                    |                |          |               |               |               |               |               |               |               |               |      |
| Fabio Roselie  | Halbweltergewicht  | B. Polkinghorn | KO       | ausgeschieden | ausgeschieden | ausgeschieden | ausgeschieden | ausgeschieden | ausgeschieden | ausgeschieden | ausgeschieden | 17   |
| Shain Boniface | Halbmittelgewicht  | M. Clair       | 0:5      | ausgeschieden | ausgeschieden | ausgeschieden | ausgeschieden | ausgeschieden | ausgeschieden | ausgeschieden | ausgeschieden | 17   |
| Keddy Agnes    | Superschwergewicht | -              | -        | Freilos       | Freilos       | S. Sagar      | 0:5           | ausgeschieden | ausgeschieden | ausgeschieden | ausgeschieden | 5    |

### Gewichtheben
| Athleten            | Wettbewerb | Reißen                | Reißen                | Stoßen  | Stoßen | Zweikampf | Zweikampf | Rang |
| Athleten            | Wettbewerb | Gewicht               | Rang                  | Gewicht | Rang   | Gewicht   | Rang      | Rang |
| ------------------- | ---------- | --------------------- | --------------------- | ------- | ------ | --------- | --------- | ---- |
| Frauen              |            |                       |                       |         |        |           |           |      |
| Clementina Agricole | 59 kg      | kein gültiger Versuch | kein gültiger Versuch | DNS     | DNS    | -         | -         | DNF  |
| Romentha Larue      | 87 kg      | 78 kg                 | 8                     | 98 kg   | 9      | 176 kg    | 9         | 9    |

### Judo
| Athleten          | Wettbewerb | Achtelfinale | Achtelfinale | Viertelfinale | Viertelfinale | Halbfinale / Trostrunde | Halbfinale / Trostrunde | Finale / Platz 3 | Finale / Platz 3 | Rang |
| Athleten          | Wettbewerb | Gegner       | Ergebnis     | Gegner        | Ergebnis      | Gegner                  | Ergebnis                | Gegner           | Ergebnis         | Rang |
| ----------------- | ---------- | ------------ | ------------ | ------------- | ------------- | ----------------------- | ----------------------- | ---------------- | ---------------- | ---- |
| Männer            |            |              |              |               |               |                         |                         |                  |                  |      |
| Jean Michel Vidot | - 66 kg    | N. Katz      | 0:10         | ausgeschieden | ausgeschieden | ausgeschieden           | ausgeschieden           | ausgeschieden    | ausgeschieden    | 9    |
| Dominic Dugasse   | + 100 kg   | S. Moore     | 10:0         | K. Andrews    | 1:10          | K. Afude                | 10:0                    | L. Park          | 0:10             | 5    |

### Leichtathletik
Laufen und Gehen
| Athleten     | Wettbewerb   | 1. Runde    | 1. Runde | Halbfinale    | Halbfinale    | Finale        | Finale        | Rang |
| Athleten     | Wettbewerb   | Zeit        | Rang     | Zeit          | Rang          | Zeit          | Rang          | Rang |
| ------------ | ------------ | ----------- | -------- | ------------- | ------------- | ------------- | ------------- | ---- |
| Männer       |              |             |          |               |               |               |               |      |
| Denzel Adem  | 100 m        | 10,70 s     | 6        | ausgeschieden | ausgeschieden | ausgeschieden | ausgeschieden | 46   |
| Sharry Dodin | 100 m        | DNS         | DNS      | ausgeschieden | ausgeschieden | ausgeschieden | ausgeschieden | -    |
| Dylan Sicobo | 100 m        | 10,74 s     | 4        | ausgeschieden | ausgeschieden | ausgeschieden | ausgeschieden | 47   |
| Denzel Adem  | 200 m        | 21,51 s     | 5        | ausgeschieden | ausgeschieden | ausgeschieden | ausgeschieden | 31   |
| Iven Moise   | 1500 m       | 3:57,73 min | 10       | ausgeschieden | ausgeschieden | ausgeschieden | ausgeschieden | 20   |
| Ned Azemia   | 400 m Hürden | 51,27 s     | 5        | -             | -             | 51,71 s       | 7             | 7    |

Springen und Werfen
| Athleten       | Wettbewerb | Qualifikation | Qualifikation | Finale        | Finale        | Rang |
| Athleten       | Wettbewerb | Weite/Höhe    | Rang          | Weite/Höhe    | Rang          | Rang |
| -------------- | ---------- | ------------- | ------------- | ------------- | ------------- | ---- |
| Frauen         |            |               |               |               |               |      |
| Natasha Chetty | Hochsprung | 1,76 m        | 13            | ausgeschieden | ausgeschieden | 13   |

### Radsport

#### Bahn
| Athleten      | Wettbewerb | Qualifikation | Qualifikation | 1. Runde | 1. Runde | Finals        | Finals        | Rang |
| Athleten      | Wettbewerb | Zeit          | Rang          | Zeit     | Rang     | Zeit/Punkte   | Rang          | Rang |
| ------------- | ---------- | ------------- | ------------- | -------- | -------- | ------------- | ------------- | ---- |
| Männer        |            |               |               |          |          |               |               |      |
| Stephen Belle | Scratch    | DNF           | DNF           | -        | -        | ausgeschieden | ausgeschieden | -    |

#### Straße
| Athleten      | Wettbewerb    | Zeit         | Rang |
| ------------- | ------------- | ------------ | ---- |
| Männer        |               |              |      |
| Stephen Belle | Straßenrennen | DNF          | DNF  |
| Mario Ernesta | Straßenrennen | DNF          | DNF  |
| Yohan Monthy  | Straßenrennen | DNF          | DNF  |
| Mario Ernesta | Zeitfahren    | 1:04:43,81 h | 52   |
| Yohan Monthy  | Zeitfahren    | 1:03:41,19 h | 49   |

### Schwimmen
| Athleten                                                       | Wettbewerb          | Vorlauf     | Vorlauf | Halbfinale    | Halbfinale    | Finale        | Finale        | Rang |
| Athleten                                                       | Wettbewerb          | Zeit        | Rang    | Zeit          | Rang          | Zeit          | Rang          | Rang |
| -------------------------------------------------------------- | ------------------- | ----------- | ------- | ------------- | ------------- | ------------- | ------------- | ---- |
| Männer                                                         |                     |             |         |               |               |               |               |      |
| Mathieu Bachmann                                               | 50 m Freistil       | 24,71 s     | 45      | ausgeschieden | ausgeschieden | ausgeschieden | ausgeschieden | 45   |
| Mathieu Bachmann                                               | 100 m Freistil      | 53,72 s     | 46      | ausgeschieden | ausgeschieden | ausgeschieden | ausgeschieden | 46   |
| Mathieu Bachmann                                               | 50 m Schmetterling  | 26,16 s     | 39      | ausgeschieden | ausgeschieden | ausgeschieden | ausgeschieden | 39   |
| Mathieu Bachmann                                               | 100 m Schmetterling | 57,55 s     | 35      | ausgeschieden | ausgeschieden | ausgeschieden | ausgeschieden | 35   |
| Simon Bachmann                                                 | 200 m Schmetterling | 2:09,25 min | 15      | ausgeschieden | ausgeschieden | ausgeschieden | ausgeschieden | 15   |
| Simon Bachmann                                                 | 200 m Lagen         | 2:11,96 min | 18      | ausgeschieden | ausgeschieden | ausgeschieden | ausgeschieden | 18   |
| Adam Monchery                                                  | 50 m Freistil       | 24,10 s     | 30      | ausgeschieden | ausgeschieden | ausgeschieden | ausgeschieden | 30   |
| Adam Monchery                                                  | 100 m Freistil      | 52,59 s     | 34      | ausgeschieden | ausgeschieden | ausgeschieden | ausgeschieden | 34   |
| Adam Monchery                                                  | 50 m Schmetterling  | 25,67 s     | 30      | ausgeschieden | ausgeschieden | ausgeschieden | ausgeschieden | 30   |
| Adam Monchery                                                  | 100 m Schmetterling | 57,22 s     | 34      | ausgeschieden | ausgeschieden | ausgeschieden | ausgeschieden | 34   |
| Tyler Fred                                                     | 50 m Schmetterling  | 25,84 s     | 32      | ausgeschieden | ausgeschieden | ausgeschieden | ausgeschieden | 32   |
| Tyler Fred                                                     | 200 m Freistil      | 1:58,46 min | 36      | -             | -             | ausgeschieden | ausgeschieden | 36   |
| Tyler Fred                                                     | 50 m Rücken         | 28,05 s     | 33      | ausgeschieden | ausgeschieden | ausgeschieden | ausgeschieden | 33   |
| Tyler Fred                                                     | 100 m Rücken        | 1:02,14 min | 32      | ausgeschieden | ausgeschieden | ausgeschieden | ausgeschieden | 32   |
| Adam Moncherry Tyler Fred Simon Bachmann Mathieu Bachmann      | 4 × 100 m Freistil  | 3:35,78 min | 11      | ausgeschieden | ausgeschieden | ausgeschieden | ausgeschieden | 11   |
| Frauen                                                         |                     |             |         |               |               |               |               |      |
| Aaliyah Palestrini                                             | 50 m Freistil       | 28,98 s     | 54      | ausgeschieden | ausgeschieden | ausgeschieden | ausgeschieden | 54   |
| Aaliyah Palestrini                                             | 100 m Freistil      | 1:02,51 min | 46      | ausgeschieden | ausgeschieden | ausgeschieden | ausgeschieden | 46   |
| Aaliyah Palestrini                                             | 400 m Freistil      | 4:59,62 min | 21      | -             | -             | ausgeschieden | ausgeschieden | 21   |
| Aaliyah Palestrini                                             | 50 m Rücken         | 32,02 s     | 23      | ausgeschieden | ausgeschieden | ausgeschieden | ausgeschieden | 23   |
| Aaliyah Palestrini                                             | 50 m Schmetterling  | 31,24 s     | 43      | ausgeschieden | ausgeschieden | ausgeschieden | ausgeschieden | 43   |
| Therese Soukup                                                 | 50 m Freistil       | 28,60 s     | 50      | ausgeschieden | ausgeschieden | ausgeschieden | ausgeschieden | 50   |
| Therese Soukup                                                 | 100 m Freistil      | 1:02,09 min | 45      | ausgeschieden | ausgeschieden | ausgeschieden | ausgeschieden | 45   |
| Therese Soukup                                                 | 200 m Freistil      | 2:17,89 min | 25      | -             | -             | ausgeschieden | ausgeschieden | 25   |
| Therese Soukup                                                 | 50 m Rücken         | 32,95 s     | 27      | ausgeschieden | ausgeschieden | ausgeschieden | ausgeschieden | 27   |
| Mixed                                                          |                     |             |         |               |               |               |               |      |
| Aaliyah Palestrini Therese Soukup Simon Bachmann Adam Monchery | 4 × 100 m Freistil  | 3:54,21 min | 16      | -             | -             | ausgeschieden | ausgeschieden | 16   |

### Squash
| Athleten     | Wettbewerb | 1.         | 1.       | 2. Runde      | 2. Runde      | Achtelfinale  | Achtelfinale  | Viertelfinale | Viertelfinale | Halbfinale    | Halbfinale    | Finale        | Finale        | Rang |
| Athleten     | Wettbewerb | Gegner     | Ergebnis | Gegner        | Ergebnis      | Gegner        | Ergebnis      | Gegner        | Ergebnis      | Gegner        | Ergebnis      | Gegner        | Ergebnis      | Rang |
| ------------ | ---------- | ---------- | -------- | ------------- | ------------- | ------------- | ------------- | ------------- | ------------- | ------------- | ------------- | ------------- | ------------- | ---- |
| Männer       |            |            |          |               |               |               |               |               |               |               |               |               |               |      |
| Marcus Adela | Einzel     | M. Kawooya | 0:3      | ausgeschieden | ausgeschieden | ausgeschieden | ausgeschieden | ausgeschieden | ausgeschieden | ausgeschieden | ausgeschieden | ausgeschieden | ausgeschieden | 33   |

### Tischtennis
| Athleten        | Wettbewerb | Gruppenphase                                     | Gruppenphase                                            | Gruppenphase | 1. Runde      | 1. Runde      | Achtelfinale  | Achtelfinale  | Viertelfinale | Viertelfinale | Halbfinale    | Halbfinale    | Finale / Platz 3 | Finale / Platz 3 | Rang          |
| Athleten        | Wettbewerb | Spiel 1                                          | Spiel 2                                                 | Rang         | Gegner        | Ergebnis      | Gegner        | Ergebnis      | Gegner        | Ergebnis      | Gegner        | Ergebnis      | Gegner           | Ergebnis         | Rang          |
| --------------- | ---------- | ------------------------------------------------ | ------------------------------------------------------- | ------------ | ------------- | ------------- | ------------- | ------------- | ------------- | ------------- | ------------- | ------------- | ---------------- | ---------------- | ------------- |
| Männer          |            |                                                  |                                                         |              |               |               |               |               |               |               |               |               |                  |                  |               |
| Mick Crea       | Einzel     | C. Evans 0:4 (9:11, 6:11, 4:11, 3:11)            | S. Elia 0:4 (5:11, 5:11, 4:11, 6:11)                    | 3            | ausgeschieden | ausgeschieden | ausgeschieden | ausgeschieden | ausgeschieden | ausgeschieden | ausgeschieden | ausgeschieden | ausgeschieden    | ausgeschieden    | ausgeschieden |
| Godfrey Sultan  | Einzel     | P. McCreery 1:4 (12:10, 4:11, 10:12, 5:11, 6:11) | I. Elia 3:4 (13:11, 4:11, 11:7, 7:11, 4:11, 11:7, 8:11) | 3            | ausgeschieden | ausgeschieden | ausgeschieden | ausgeschieden | ausgeschieden | ausgeschieden | ausgeschieden | ausgeschieden | ausgeschieden    | ausgeschieden    | ausgeschieden |
| Frauen          |            |                                                  |                                                         |              |               |               |               |               |               |               |               |               |                  |                  |               |
| Christy Bristol | Einzel     | S. Earley 0:4 (7:11, 7:11, 2:11, 8:11)           | P. Greaves 4:2 (8:11, 11:5, 14:12, 11:9, 10:12, 11:8)   | 2            | ausgeschieden | ausgeschieden | ausgeschieden | ausgeschieden | ausgeschieden | ausgeschieden | ausgeschieden | ausgeschieden | ausgeschieden    | ausgeschieden    | ausgeschieden |
| Laura Sinon     | Einzel     | R. Nakhumitsa 0:4 (5:11, 5:11, 10:12, 7:11)      | A. Nazim 0:4 (3:11, 3:11, 3:11, 1:11)                   | 3            | ausgeschieden | ausgeschieden | ausgeschieden | ausgeschieden | ausgeschieden | ausgeschieden | ausgeschieden | ausgeschieden | ausgeschieden    | ausgeschieden    | ausgeschieden |

| Athleten                       | Wettbewerb | 1. Runde                                               | 1. Runde | 2. Runde                                      | 2. Runde      | Achtelfinale  | Achtelfinale  | Viertelfinale | Viertelfinale | Halbfinale    | Halbfinale    | Finale / Platz 3 | Finale / Platz 3 | Rang |
| Athleten                       | Wettbewerb | Gegner                                                 | Ergebnis | Gegner                                        | Ergebnis      | Gegner        | Ergebnis      | Gegner        | Ergebnis      | Gegner        | Ergebnis      | Gegner           | Ergebnis         | Rang |
| ------------------------------ | ---------- | ------------------------------------------------------ | -------- | --------------------------------------------- | ------------- | ------------- | ------------- | ------------- | ------------- | ------------- | ------------- | ---------------- | ---------------- | ---- |
| Doppel                         |            |                                                        |          |                                               |               |               |               |               |               |               |               |                  |                  |      |
| Mick Crea Godfrey Sultan       | Männer     | Freilos                                                | Freilos  | Y. Pang / I. Queck (5:11, 1:11; 2:11)         | 0:3           | ausgeschieden | ausgeschieden | ausgeschieden | ausgeschieden | ausgeschieden | ausgeschieden | ausgeschieden    | ausgeschieden    | 17   |
| Laura Sinon Christy Bristol    | Frauen     | Freilos                                                | Freilos  | C. Carey / A. Hursey (2:11, 4:11, 5:11)       | 0:3           | ausgeschieden | ausgeschieden | ausgeschieden | ausgeschieden | ausgeschieden | ausgeschieden | ausgeschieden    | ausgeschieden    | 17   |
| Godfrey Sultan Christy Bristol | Mixed      | O. Cathart / S. Earley (4:11, 4:11, 6:11)              | 0:3      | ausgeschieden                                 | ausgeschieden | ausgeschieden | ausgeschieden | ausgeschieden | ausgeschieden | ausgeschieden | ausgeschieden | ausgeschieden    | ausgeschieden    | 33   |
| Mick Crea Laura Sinon          | Mixed      | S. Reilly / T. Titana (9:11, 14:12, 3:11, 11:5, 12:10) | 3:2      | M. Batra / S. Gnanasekaran (1:11, 3:11, 1:11) | 0:3           | ausgeschieden | ausgeschieden | ausgeschieden | ausgeschieden | ausgeschieden | ausgeschieden | ausgeschieden    | ausgeschieden    | 17   |